# Рубцов, Анатолий Петрович
Анатолий Петрович Рубцов (1914 — 1954) — полковник Советской Армии, участник Великой Отечественной войны, Герой Советского Союза (1942 г.).

## Биография
Родился 22 мая 1914 года на разъезде Пайгарма  (ныне — Рузаевский район Мордовии). После окончания семи классов школы и школы фабрично-заводского ученичества работал на Оренбургском паровозоремонтном заводе. В 1932 году был призван на службу в Рабоче-крестьянскую Красную Армию. В 1935 году он окончил Иркутскую военную школу авиатехников (4 ВШАТ), в 1940 году — 14-ю Энгельсскую военную авиационную школу лётчиков, став военным летчиком бомбардировочной авиации дальнего действия .
К лету 1942 года закончил 1-ю Высшую школу летчиков и штурманов АДД в г. Карши Бухарской области Узбекской ССР .
С начала Великой Отечественной войны — на её фронтах.
К октябрю 1942 года капитан Анатолий Рубцов командовал звеном 4-го авиаполка 3-й авиадивизии АДД СССР. К тому времени он совершил 60 боевых вылетов на бомбардировку важных вражеских объектов в глубоком тылу противника, в том числе бомбил Берлин и Кёнигсберг, Данциг , Тильзит , Инстербург, Варшаву , Бухарест , Будапешт, нанёс большой ущерб противнику.
За годы Великой Отечественной войны Анатолий Петрович Рубцов совершил 886 боевых вылетов.
Указом Президиума Верховного Совета СССР «О присвоении звания Героя Советского Союза начальствующему составу авиации дальнего действия Красной Армии» от 31 декабря 1942 года за «образцовое выполнение боевых заданий командования на фронте борьбы с немецкими захватчиками и проявленными при этом отвагу и геройство» удостоен высокого звания Героя Советского Союза с вручением ордена Ленина и медали «Золотая Звезда» за номером 795.
Гвардии майор Рубцов закончил войну в должности заместителя командира 6 Гвардейского авиационного Брянского Краснознамённого полка дальнего действия в Берлине .
В начале мая 1945 года вместе со своим экипажем ИЛ — 4 нанесли на стены Рейхстага свои фамилии .
Всю войну со своим командиром был бессменный экипаж : штурман Герой Советского Союза гвардии майор Рябов, стрелок — радист орденоносец гвардии старшина Левкин, воздушный стрелок гвардии старший сержант Абрамов .
После окончания войны продолжил службу в Советской Армии. В начале пятидесятых годов окончил курсы при Краснознаменной Военно-воздушной академии. Все знания, весь богатый опыт отдавал делу обучения и воспитания первоклассных летных кадров, укреплению оборонной мощи страны.
С 1950 года — командир 199 ОГДРАП (199- го отдельного гвардейского дальне- разведывательного авиаполка).
Трагически погиб в авиакатастрофе 21 августа 1954 года при крушении стратегического бомбардировщика дальнего действия ТУ-4 у села Полевая — Лукашевка Курской области.
Будучи командиром корабля Рубцов приказал экипажу из 11 человек покинуть на парашютах падающую машину, но 5 мужественных летчиков , пытаясь спасти самолёт , остались со своим командиром до конца. 
Был похоронен в городе Миргород. Там же установлен бюст Героя.
Память
- В честь знаменитого земляка в городе Рузаевка названа одна из центральных улиц. 9 мая 1965 года в день 20-ти летия Великой Победы идя на встречу пожеланиям жителей, Совет народных депутатов переименовал улицу Старо- Базарную в улицу Рубцова. На этой улице, в одной из школ, силами учащихся и преподавателей создан музей лётчика.
- В 1985 году издательство Мордовии выпустило книгу под названием «Геройская быль» с очерками и зарисовками о героях Советского Союза — уроженцах Мордовии.
- В канун 65-летия Великой Победы, 9 мая 2010 года, в торжественной обстановке в городе Рузаевка, на малой Родине Героя, благодаря поддержке администрации города и республики Мордовия была открыта аллея Славы, на которой установлены бюсты шести Героев — рузаевцев, в числе которых бюст Героя Советского Союза Анатолия Петровича Рубцова.

## Награды
Был также награждён орденами Красного Знамени, Суворова 3-й степени и Красной Звезды, медалями За Боевые Заслуги, За оборону Ленинграда, За оборону Сталинграда, За взятие Кёнигсберга, За взятие Берлина, За победу над Германией, медалью В ознаменование тридцатой годовщины Советской Армии и Флота 1918—1948 гг.